# Большая Гарь (Ярославская область)
Большая Гарь — деревня в Пошехонском районе Ярославской области России. Входит в состав Белосельского сельского поселения.

## География
Деревня находится в северной части области, в подзоне южной тайги, при автодороге 78К-0010, на расстоянии примерно 23 километров (по прямой) к юго-востоку от города Пошехонье, административного центра района.

### Климат
Климат характеризуется как умеренно континентальный, с продолжительной холодной зимой и коротким умеренно тёплым летом. Среднегодовая температура воздуха — 2,9 — 3,5 °C. Годовое количество атмосферных осадков — 500—750 мм, из которых большая часть выпадает в тёплый период. Преобладающее направление ветра юго-западное.

### Часовой пояс
Большая Гарь, как и вся Ярославская область, находится в часовой зоне МСК (московское время). Смещение применяемого времени относительно UTC составляет +3:00.

## Население
| 2007 | 2010 |
| ---- | ---- |
| 36   | ↘33  |

### Национальный состав
Согласно результатам переписи 2002 года, в национальной структуре населения русские составляли 100 % из 45 чел.

## Общественный транспорт
Большая Гарь обслуживается пригородными автобусными маршрутами №№ 108 Пошехонье — Гужово, 121 Пошехонье — Тайбузино, междугородними маршрутами №№ 530К Ярославль — Пошехонье, 537 Ярославль — Пошехонье.